# Вишневе (Шишацька селищна громада)
Вишне́ве —  село в Україні, у Шишацькій селищній громаді Миргородського району Полтавської області. Населення становить 57 осіб. До 2015 орган місцевого самоврядування — Шишацька селищна рада.

## Історія
12 червня 2020 року, відповідно до розпорядження Кабінету Міністрів України № 721-р «Про визначення адміністративних центрів та затвердження територій територіальних громад Полтавської області», село увійшло до складу Шишацької селищної громади.
19 липня 2020 року, в результаті адміністративно - територіальної реформи та ліквідації Шишацького району, село увійшло до складу новоутвореного Миргородського району Полтавської області.

## Населення

### Мова
Розподіл населення за рідною мовою за даними :
| Мова       | Кількість | Відсоток |
| ---------- | --------- | -------- |
| українська | 28        | 96.55%   |
| російська  | 1         | 3.45%    |
| Усього     | 29        | 100%     |

## Географія
Село Вишневе знаходиться на відстані 0,5 км від села Ходосиха, за 1,5 км від села Хвощове та за 2,5 км - селище Шишаки. Поруч проходить автомобільна дорога Т 1720.